# Libnotes (Libnotes) crocea
Libnotes (Libnotes) crocea is een tweevleugelige uit de familie steltmuggen (Limoniidae). De soort komt voor in het Oriëntaals gebied.